# کارل-فریدریش هاس
کارل-فریدریش هاس (آلمانی: Karl-Friedrich Haas; ۲۸ ژوئیهٔ ۱۹۳۱ – ۲۰۲۱) دونده سرعت اهل آلمان بود.